# Coming Home (Diddy-Dirty-Money-Lied)
Coming Home (englisch für „nach Hause kommen“) ist ein Lied des US-amerikanischen Musiktrios Diddy-Dirty Money, bestehend aus dem Rapper Sean Combs (Diddy) sowie den Sängerinnen Dawn Richard und Kalenna Harper (Dirty Money). Im Refrain des Songs ist auch die US-amerikanische Sängerin Skylar Grey zu hören. Das Stück ist die vierte Singleauskopplung des Studioalbums Last Train to Paris und wurde am 21. November 2010 veröffentlicht.

## Inhalt
Coming Home handelt davon, nach Hause beziehungsweise zu sich selbst zurückzukehren. Sean Combs rappt aus der Perspektive des lyrischen Ichs und blickt dabei auch auf sein eigenes Leben zurück. So sei es oft leichter, die Kunstfigur Puff Daddy statt er selbst zu sein. Dabei erwähnt er auch seine Kinder, auf deren Fragen er mitunter keine passenden Antworten finde. Zudem spielt er auf den Tod seines Freundes The Notorious B.I.G. an, dessen Verlust auch all der Reichtum niemals entschädigen könne. Er stellt die Frage, ob ein Haus noch ein Zuhause sein könne, wenn all die geliebten Personen nicht mehr da seien. Letztendlich dankt er trotz allem Gott für seinen Lebensweg, der ihn zu dem gemacht habe, der er heute sei. Sean Combs zufolge ist der Song an alle Menschen gerichtet, die nach einer schweren Zeit, den Weg zu sich selbst zurückfinden. Laut Skylar Grey habe sie den Refrain ursprünglich für den Rapper T.I. geschrieben, der damals aus dem Gefängnis entlassen wurde.

“I’m coming home, I’m coming home

Tell the world I’m coming home

Let the rain wash away

All the pain of yesterday”

## Produktion
Der Song wurde von dem britischen Musikproduzenten Alex da Kid in Zusammenarbeit mit Jay-Z, der als Co-Produzent fungierte, produziert. Neben beiden waren auch Skylar Grey und J. Cole als Autoren beteiligt.

## Musikvideo
Bei dem zu Coming Home gedrehten Musikvideo führte Rich Lee Regie. Es feierte am 29. November 2010 Premiere und verzeichnet auf YouTube über 320 Millionen Aufrufe (Stand: Juli 2022). Das Video, das in der Mojave-Wüste bei Palm Springs gedreht wurde, zeigt zu Beginn Sean Combs, der in einem schwarzen Helikopter des Typs AgustaWestland AW109 fliegt und anschließend durch die Wüste läuft. Dabei kommt er an zerstörten Möbeln, Fernsehern und Radios vorbei. Während des Refrains sind Dawn Richard und Kalenna Harper zu sehen, die ebenfalls durch die Wüste laufen und singen. Die zweite Strophe rappt Sean Combs in einer abgebrannten Hausruine, bevor er weiter zu einem Autowrack läuft. Am Ende steigt er wieder in den schwarzen Hubschrauber, in dem auch Dawn Richard und Kalenna Harper sitzen, und fliegt davon.

## Single

### Covergestaltung
Das Singlecover zeigt Sean Combs, der in Weiß gekleidet ist und eine Sonnenbrille trägt. Im Hintergrund stehen die Sängerinnen von Dirty Money, Kalenna Harper und Dawn Richard, die graue Kleidung tragen. Die Schriftzüge DiddyDirtyMoney, Coming Home und featuring Skylar Grey in Schwarz bzw. Rot befinden sich im oberen Teil des Bildes. Der Hintergrund ist grau-weiß gehalten.

### Titelliste
1. Coming Home (feat. Skylar Grey) – 3:59
2. Hello Good Morning (feat. T.I.) – 4:32

### Chartplatzierungen
Coming Home stieg am 4. Februar 2011 auf Platz zehn in die deutschen Singlecharts ein und erreichte eine Woche später mit Rang vier die höchste Position, auf der es sich zwei Wochen halten konnte. Insgesamt hielt sich der Song 24 Wochen lang in den Top 100, davon fünf Wochen in den Top 10. In der Schweiz belegte die Single die Chartspitze. Weitere Top-10-Platzierungen gelangen unter anderem im Vereinigten Königreich, in Australien, Neuseeland, Österreich und Frankreich. In den deutschen Single-Jahrescharts 2011 erreichte das Lied Rang 56.
| ChartsChartplatzierungen       | Höchstplatzierung | Wochen |
| ------------------------------ | ----------------- | ------ |
| Deutschland (GfK)              | 4 (24 Wo.)        | 24     |
| Österreich (Ö3)                | 8 (22 Wo.)        | 22     |
| Schweiz (IFPI)                 | 1 (32 Wo.)        | 32     |
| Vereinigte Staaten (Billboard) | 11 (24 Wo.)       | 24     |
| Vereinigtes Königreich (OCC)   | 4 (17 Wo.)        | 17     |

| ChartsJahrescharts (2011)      | Platzierung |
| ------------------------------ | ----------- |
| Deutschland (GfK)              | 56          |
| Österreich (Ö3)                | 62          |
| Schweiz (IFPI)                 | 23          |
| Vereinigte Staaten (Billboard) | 38          |
| Vereinigtes Königreich (OCC)   | 55          |

### Auszeichnungen für Musikverkäufe
Coming Home erhielt im Jahr 2018 in Deutschland für mehr als 300.000 Verkäufe eine Platin-Schallplatte. In den Vereinigten Staaten wurde es für über zwei Millionen verkaufte Einheiten 2011 mit Doppel-Platin ausgezeichnet.

| Land/Region                  | Auszeichnungen für Musikverkäufe (Land/Region, Auszeichnung, Verkäufe) | Verkäufe  |
| ---------------------------- | ---------------------------------------------------------------------- | --------- |
| Australien (ARIA)            | 5× Platin                                                              | 350.000   |
| Brasilien (PMB)              | Gold                                                                   | 30.000    |
| Dänemark (IFPI)              | Gold                                                                   | 45.000    |
| Deutschland (BVMI)           | Platin                                                                 | 300.000   |
| Frankreich (SNEP)            | —                                                                      | 90.300    |
| Neuseeland (RMNZ)            | Gold                                                                   | 7.500     |
| Schweiz (IFPI)               | Platin                                                                 | 30.000    |
| Vereinigte Staaten (RIAA)    | 2× Platin                                                              | 2.000.000 |
| Vereinigtes Königreich (BPI) | Platin                                                                 | 600.000   |
| Insgesamt                    | 3× Gold · 10× Platin ·                                                 | 3.452.800 |

Hauptartikel: Sean Combs/Auszeichnungen für Musikverkäufe

## Coming Home, Part II
Im Jahr 2014 veröffentlichte Skylar Grey eine reine Gesangsversion des Liedes mit dem Titel Coming Home, Part II, die ebenfalls als Single mit Musikvideo veröffentlicht wurde.